# 乐业乡
乐业乡，是中华人民共和国黑龙江省绥化市海伦市下辖的一个乡镇级行政单位。

## 行政区划
乐业乡下辖以下地区：
乐业村、民发村、前锋村、青山村、长山村、民乐村、富国村、南阳村和勤荣村。